# Округ Ајланд (Вашингтон)
Ајланд (енгл. Island County) је округ у америчкој савезној држави Вашингтон.

## Демографија
По попису из 2010. године број становника је 78.506, што је 6.948 (9,7%) становника више него 2000. године.
| Група             | 2000.          | 2010.          |
| Белци             | 60.929 (85,1%) | 65.209 (83,1%) |
| Афроамериканци    | 1.691 (2,4%)   | 1.716 (2,2%)   |
| Азијати           | 3.001 (4,2%)   | 3.440 (4,4%)   |
| Хиспаноамериканци | 2.843 (4,0%)   | 4.295 (5,5%)   |
| Укупно            | 71.558         | 78.506         |